# 蒙自市
蒙自市（もうじ-し）は中華人民共和国雲南省紅河ハニ族イ族自治州に位置する県級市。

## 歴史
1276年（至元13年）、元により蒙自県が設置された。2010年9月10日に県級市の蒙自市に改編され現在に至る。

## 行政区画
5街道、4鎮、2郷、2民族郷を管轄する。
- 街道
  - 文瀾街道、観瀾街道、文萃街道、雨過鋪街道、新安所街道
- 鎮
  - 草壩鎮、芷村鎮、鳴鷲鎮、冷泉鎮
- 郷
  - 水田郷、西北勒郷
- 民族郷
  - 期路白ミャオ族郷、老寨ミャオ族郷

## 交通

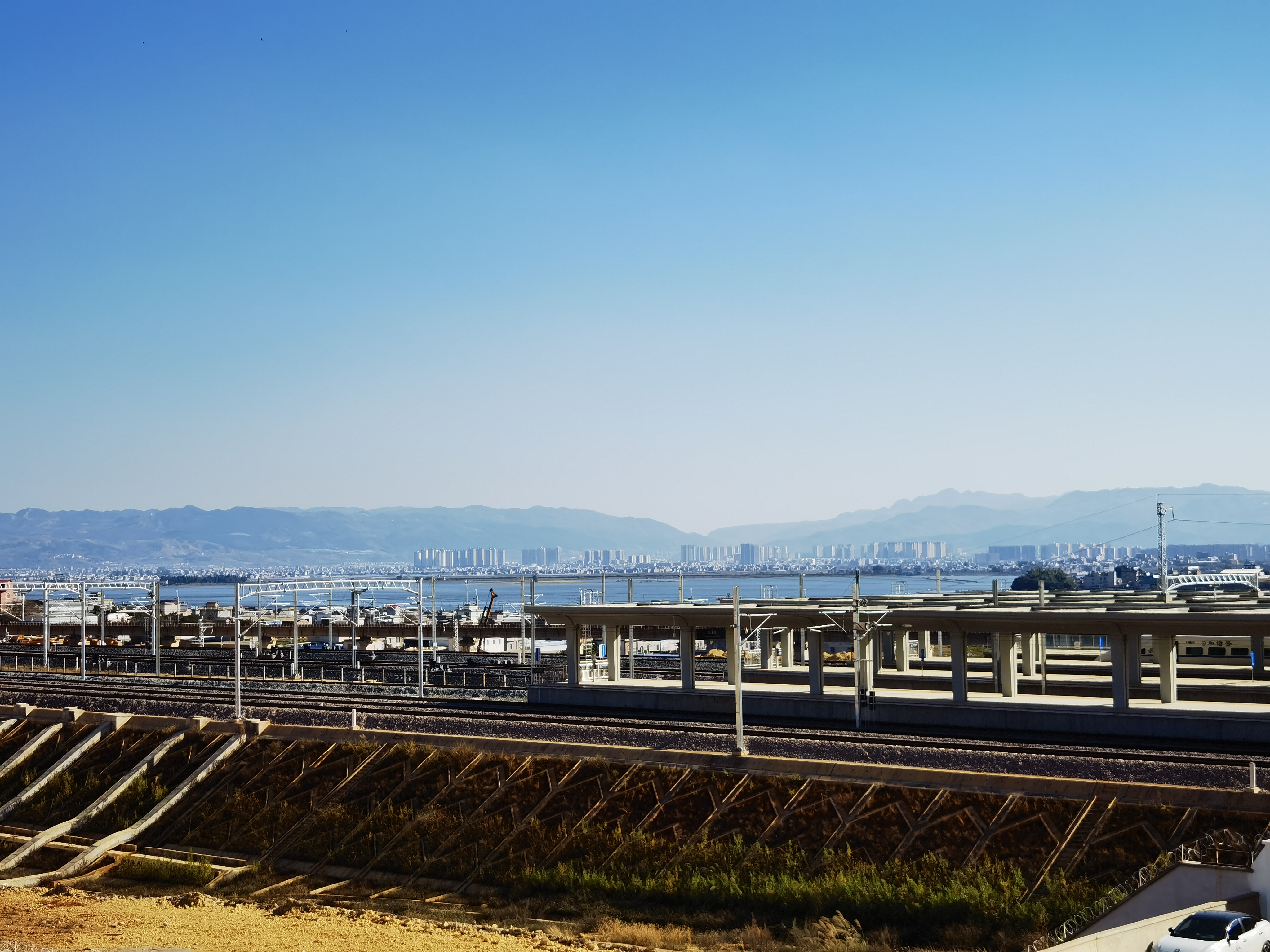
紅河駅から蒙自市街地を望む

### 鉄道

紅河有軌電車の車両

- 中国国家鉄路集団
  - 昆玉河線

（昆明方面）- 蒙自北駅 - 紅河駅 - 蒙自駅 -（河口方面）
  - 弥蒙線

（弥勒方面）- 紅河駅

- 紅河有軌電車（中国語版）

### 道路
- 高速道路
  - 天猴高速道路
  - 開河高速道路
  - 硯文高速道路
  - S27 羊鶏高速道路
- 国道
  - G323国道
  - G326国道